# Тобиас, Изабелла
Изабелла Тобиас (англ. Isabella Tobias; род. 23 августа 1991, Нью-Йорк) — американская фигуристка, выступавшая в танцах на льду за Грузию, Литву и Израиль.
На юниорском уровне каталась с грузином Отаром Джапаридзе. Затем с Дейвидасом Стагнюнасом становилась трёхкратной чемпионкой Литвы (2011—2013), бронзовым призёром Гран-при США (2011) и участницей Олимпийских игр (2014). После того как партнёр завершил карьеру, Тобиас образовала пару с Ильёй Ткаченко, с которым была двукратной чемпионкой Израиля (2016, 2017) и заняла четвёртое место на чемпионате Европы (2017).
По состоянию на сентябрь 2017 года Тобиас и Ткаченко занимали двенадцатое место в рейтинге Международного союза конькобежцев.

## Личная жизнь
Родилась 23 августа 1991 года в Нью-Йорке. Происходит из еврейской семьи. Её отец — Стивен Тобиас — президент и соучредитель брокерской компании. С 1999 по 2007 год посещала Американскую балетную школу Джорджа Баланчина и выступала в труппе «Нью-Йорк Сити балета».
В 2012 году, в период выступлений с литовцем Дейвидасом Стагнюнасом, решила получить литовское гражданство, чтобы принять участие в Олимпийских играх. Согласно правилам для выступления на Играх оба партнёра должны иметь одинаковое гражданство.
Комиссия по делам гражданства Литвы рекомендовала не удовлетворять прошение Тобиас, поскольку у неё не было «особых заслуг перед страной и интегрированности в общество». В январе 2013 года президент Литовской Республики отказала фигуристке в предоставлении гражданства.
В декабре 2013 года, незадолго до начала Игр в Сочи, Тобиас получила гражданство Литвы. В 2017 году вышла замуж за хоккейного скаута Самуэля Лайтса.

## Карьера
Начала заниматься фигурным катанием в 1998 году. В десять лет перешла в танцы на льду. На детском уровне выступала с Куртом Лингенфельтером и Джеймсом Уоренном. В 2003 году закончила кататься, отдав предпочтение балету.
В 2007 году вернулась в танцы на льду и образовала пару с Отаром Джапаридзе. Они представили Грузию на юниорском чемпионате мира 2008. Их наставниками были Николай Морозов и Галит Хаит.
В 2010 году начала кататься с Дейвидасом Стагнюнасом из Литвы. Фигуристы стали бронзовыми призёрами этапа Гран-при США 2011. За совместную карьеру, выступая под руководством Игоря Шпильбанда, трижды завоевали золото чемпионата Литвы. В 2013 году Тобиас получила литовское гражданство, благодаря чему пара смогла выступить на Олимпиаде в Сочи, где заняла семнадцатое место. После чемпионата мира 2014 Стагнюнас из-за проблем со здоровьем завершил карьеру.
С 2015 года выступала за Израиль с Ильёй Ткаченко. Их первым стартом стал танцевальный турнир в Лейк-Плэсиде, где они завоевали золотые награды. Затем стали серебряными призёрами турниров Finlandia Trophy и Мордовские узоры. На чемпионате Европы 2016 замкнули десятку лучших танцевальных пар. Перед этим выиграли международный Кубок Таллина и чемпионат Израиля. На чемпионате мира финишировали двенадцатыми.
В начале сезона 2016/2017 заняли четвёртое место на турнире Autumn Classic. Осенью 2016 года впервые в совместной карьере выступили на этапах Гран-при в США и Франции, став шестыми и пятыми, соответственно. Во второй раз став чемпионами Израиля, отправились на чемпионат Европы, где финишировали четвёртыми. На чемпионате мира повторили прошлогодний результат, расположившись на двенадцатой строчке. Благодаря чему получили квоту и квалифицировались на Олимпийские игры 2018. После чемпионата они перешли в команду тренера Марины Зуевой, где с ними также работали Массимо Скали и Олег Эпштейн.
В 2017 году её партнёру было отказано в получении гражданства Израиля, из-за чего они не могли выступить на Играх в Пхёнчхане. После этого Тобиас завершила соревновательную карьеру.

## Программы
(с Д.Стагнюнасом)
| Сезон     | Короткий танец                                      | Произвольный танец                                       |
| --------- | --------------------------------------------------- | -------------------------------------------------------- |
| 2012—2013 | Оклахома! Ричард Роджерс и Оскар Хаммерстайн        | Концерт для фортепиано с оркестром № 2 Сергей Рахманинов |
| 2011—2012 | Shakira Medley                                      | Let’s Twist Again Only You Tutti Frutti                  |
| 2010—2011 | «Вальс цветов» из балета Щелкунчик П. И. Чайковский | «Отверженные» Клод-Мишель Шёнберг                        |

(с О.Джапаридзе)
| Сезон     | Оригинальный танец                                                                                   | Произвольный танец                                                      |
| --------- | --- | ----------------------------------------------------------------------- |
| 2007—2008 | «Две гитары» в исполнении Zoltan and his Gypsy Ensemble и Очи чёрные в исполнении Bigrock Balalaikas | Сарабанда Георг Фридрих Гендель «Furioso» Aria «Sarabande Suite» Globus |

## Результаты
(Выступления с Ильёй Ткаченко за Израиль)
| Соревнования      | 15/16         | 16/17         |
| Международные     | Международные | Международные |
| ----------------- | ------------- | ------------- |
| Чемпионат мира    | 12            | 12            |
| Чемпионат Европы  | 10            | 4             |
| Гран-при США      |               | 6             |
| Гран-при Франции  |               | 5             |
| Autumn Classic    |               | 4             |
| Tallinn Trophy    | 1             | 2             |
| Finlandia Trophy  | 2             |               |
| Мордовские узоры  | 2             |               |
| Lake Placid IDI   | 1             |               |
| Национальные      |               |               |
| Чемпионат Израиля | 1             | 1             |

(Выступления с Дейвидасом Стагнюнасом за Литву)
| Соревнования     | 10/11         | 11/12         | 12/13         | 13/14         |
| Международные    | Международные | Международные | Международные | Международные |
| ---------------- | ------------- | ------------- | ------------- | ------------- |
| Олимпийские игры |               |               |               | 17            |
| Чемпионат мира   | 14            | 18            | 15            | 15            |
| Чемпионат Европы | 12            | 9             |               | 9             |
| Гран-при России  |               | 5             |               |               |
| Гран-при США     |               | 3             |               | 7             |
| U.S. Classic     |               |               |               | 4             |
| Finlandia Trophy |               |               |               | 4             |
| Golden Spin      |               |               | 4             |               |
| Мемориал Романа  |               |               | 4             |               |
| Bavarian Open    |               |               | 2             |               |
| Nebelhorn Trophy | 11            | 5             |               |               |
| NRW Trophy       | 3             |               |               |               |
| Международные    |               |               |               |               |
| Чемпионат Литвы  | 1             | 1             | 1             |               |

(Выступления с Отаром Джапаридзе за Грузию)
| Соревнования                | 07/08                       |
| Международные среди юниоров | Международные среди юниоров |
| --------------------------- | --------------------------- |
| Чемпионат мира              | 14                          |
| Гран-при Германии           | 7                           |
| Гран-при Великобритании     | 6                           |